# Wilhelmine de Dörnberg
Wilhelmine Caroline Christine Henriette de Dörnberg, surnommée Mimi née le 6 mars 1803 à Ansbach et morte le 14 mai 1835 à Nuremberg, est une princesse de la maison de Tour et Taxis et un membre de la famille des barons impériaux de Dörnberg.

## Biographie
Wilhelmine de Dörnberg est la fille d'un aristocrate prussien, ancien vice-président et directeur du domaine royal de la Principauté d'Ansbach, le baron Konrad Heinrich Ernst Friedrich von Dörnberg (1769-1828) et de la baronne Wilhelmine Sophie von Glauburg (1775-1835). 
Wilhelmine de Dörnberg se marie le 24 août 1828 à Ratisbonne avec le prince Maximilian Karl de Tour et Taxis. Elle est issue d'une famille noble protestante de Hesse, mais qui n'appartient pas au cercle des grandes familles princières germaniques, et donc inégale à la maison princière de Tour et Taxis qui a rang d'égalité avec les dynasties souveraines d'Europe. Leur mariage, étant non conforme et en opposition aux traditions matrimoniales dynastiques en vigueur, il rencontrera un début d'opposition au sein du gotha, bien que le prince Maximilian Karl soit chef de sa maison et donc des règles d'alliances et de succession qui lui sont propres. Malgré la résistance farouche de Thérèse de Mecklembourg-Strelitz et de Louis Ier de Bavière, respectivement la mère et le cousin du prince, Maximilian Karl et Wilhelmine se marient. Cinq enfants naissent de cette union :
- Karl Guillaume (1829)
- Theresia Mathildie Amalie Friedrike Eleonore (1830-1883)
- Maximilien de Tour et Taxis (1831-1867)
- Egon (1832-1892)
- Théodore Georg (1834-1876)

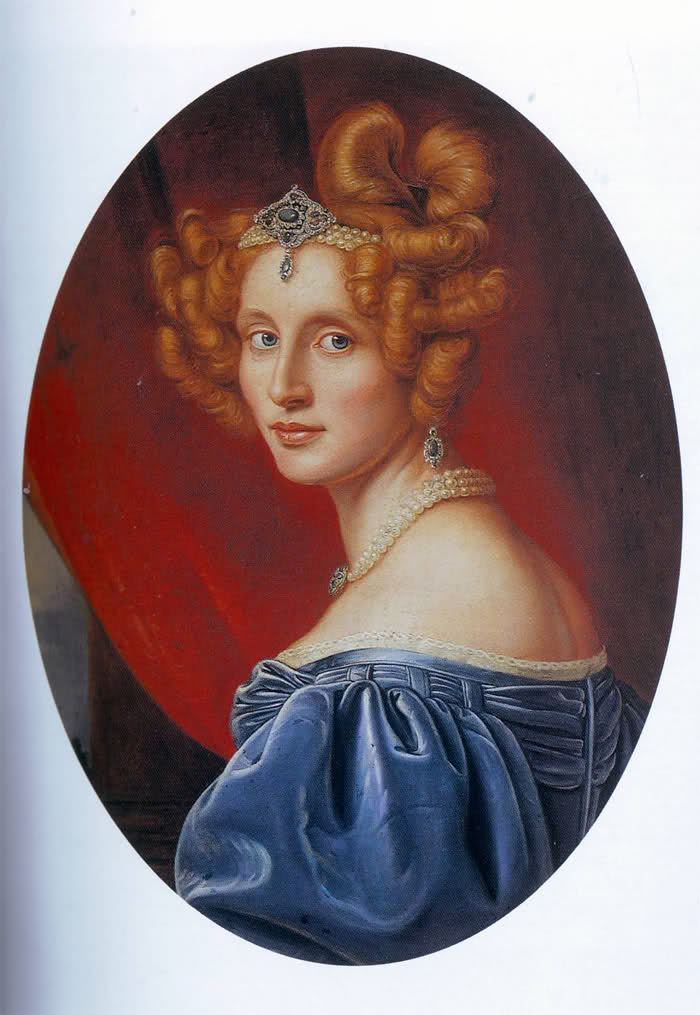
Wilhelmine de Dörnberg, vers 1830.

En 1834, Wilhelmine de Dörnberg tombe gravement malade lors d'un voyage dans les domaines de Tour et Taxis en Bohême au château de Chroustovice. Au début de 1835, la princesse se rend à Nuremberg pour recevoir un traitement homéopathique du docteur Reuters. Elle écrit à une amie  « qu'elle attendait avec impatience le retour à la normale, sa petite flamme étant si proche de l'extinction ». Mais le 14 mai 1835 elle meurt à l'âge de 32 ans.
Le prince Maximilian Karl fait enterrer leurs cœurs séparément dans la crypte de l'Abbaye Saint-Emmeran. Sur une boîte en bronze, qui contient un buste du sculpteur Christian Daniel Rauch, en plus de son urne de cœur, il y a un vers de son mari : « Ici repose mon bonheur, ici son cœur dort, ici l'amour se lamente sur l'éternelle douleur ».